# Vitrinella aguayoi
Vitrinella aguayoi is een slakkensoort uit de familie van de Tornidae. De wetenschappelijke naam van de soort is voor het eerst geldig gepubliceerd in 1968 door Corgan.